# Limonoide

Estructura químca del limonoide limonina

Els limonoides són fitoquímics, abundants en els fruits dels cítrics i en altres plantes de les famílies Rutaceae i Meliaceae. Actualment els limonoides s'investiguen pels seus possibles efectes en els humans. Certs limonoides són insecticides com l'azadirachtina de l'arbre neem. Els limonoides consten de variacions de l'estructura de la furanolactona. Estan classificats com tetranortriterpenoides. Els fruits dels cítrics contenen els limonides limonina, nomilina i àcid nomilínic, mentre que les llavors i fulles de l'arbre neem contenen el limonoide azadirachtina.